# Барселонский университет
Барселонский университет (кат. Universitat de Barcelona, UB; МФА: [uniβəɾsiˈtad də βəɾsəˈlonə]; исп. Universidad de Barcelona; лат. Universitas Barcinonensis) — высшее учебное заведение, расположенное в Барселоне (автономное сообщество Каталония, Испания).
Различные рейтинги университетов мира неоднократно называли Барселонский университет лучшим в Испании:
- Университетский рейтинг академической успеваемости в 2016 году[2]
- Рейтинг лучших глобальных университетов U.S. News & World Report в 2018 году[3]
- Академический рейтинг университетов мира (Шанхайский рейтинг) в 2018 году[4]

В мировом масштабе международные рейтинги университетов (в том числе такие, как Мировой рейтинг университетов QS и Мировой рейтинг университетов THE) ставят университет в число первых 200, а в некоторых областях — первых 100.
Входит в различные международные университетские объединения, такие как Ассоциация университетов Европы, Коимбрская группа, Лига европейских исследовательских университетов, Ассоциация средиземноморских университетов и ряд других.

## История
История университета берёт начало в 1402 году, когда Мартин I, граф Барселоны и король Арагона, Валенсии, Сардинии и Сицилии основал в городе школу медицины и искусств (кат. Estudi General). Собственно же университет был основан согласно привилегиям, дарованным 3 ноября 1450 года указом короля Альфонсо V Великодушного. В 1536 году началось строительство здания университета на улице Рамбла.
В 1714 году король Филипп V своими указами лишил регионы, отказавшие ему в поддержке в ходе войны за испанское наследство, прав самоуправления и некоторых других привилегий — в частности, университет был перемещен из Барселоны в Серверу, где находился до 1837 года. Окончательно он вернулся в столицу Каталонии в 1842 году, после победы королевы Изабеллы II в первой карлистской войне.
В 1863 году с целью размещения всех факультетов под одной крышей было начато сооружение нового здания на Университетской площади, вне стен старого города. Хотя строительство завершилось только в 1882 году, занятия в новых корпусах начались уже в начале 1870-х. Однако быстрый рост числа студентов университета, до 1968 года бывшего единственным в Каталонии, потребовал строительства нового кампуса, начавшегося в 1950-х в районе Педральбес. В 1990-х добавился ещё один — кампус Мундет.
В 2004 году университет участвовал в создании Барселонского института международных исследований.

## Факультеты
В состав университета входят следующие факультеты:
- Факультет изящных искусств
- Факультет библиотекарства и информатики
- Факультет биологии
- Факультет землеведения
- Факультет права
- Факультет экономики и бизнеса
- Факультет педагогики
- Факультет фармацевтики
- Факультет филологии
- Факультет философии
- Факультет физики
- Факультет географии и истории
- Факультет математики и компьютерных наук
- Факультет медицины
- Факультет ухода за больными
- Факультет стоматологии
- Факультет психологии
- Факультет химии

## Галерея

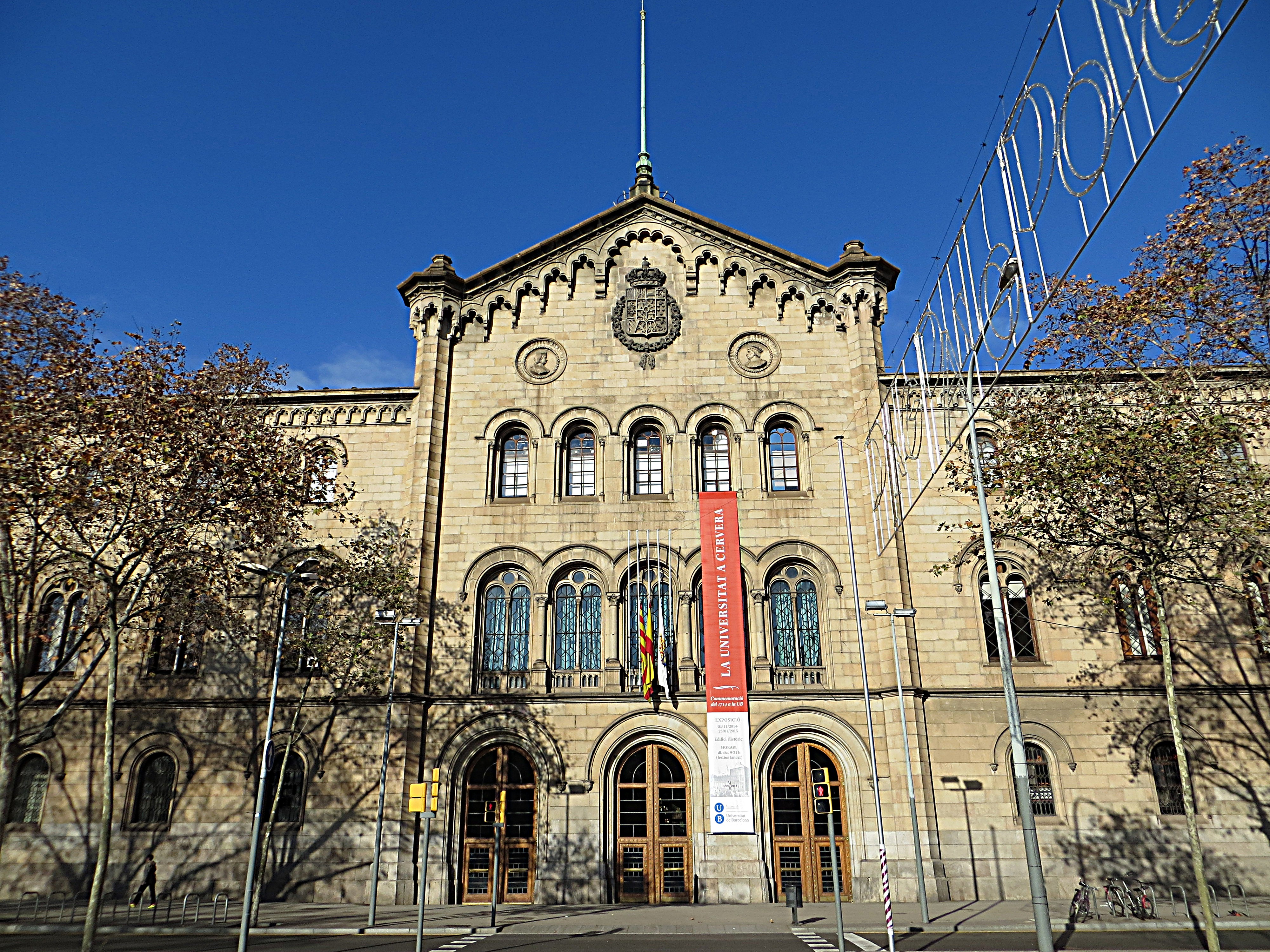
Главный вход исторического здания
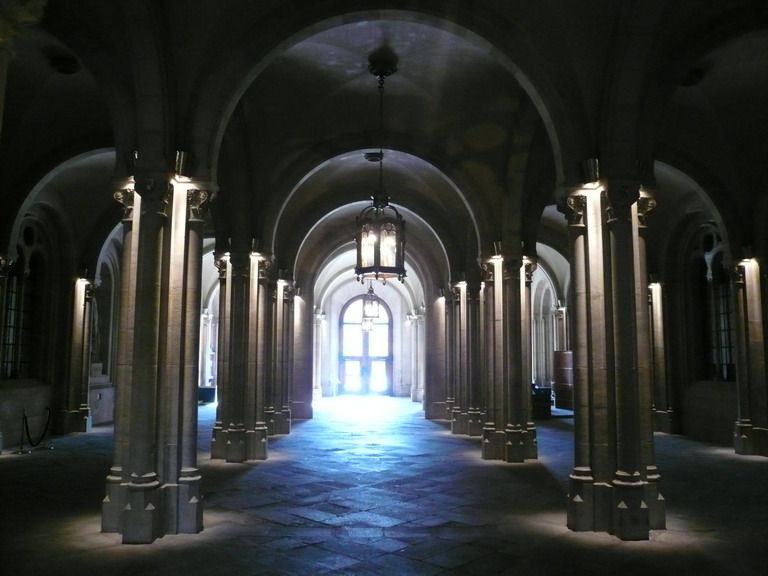
Вестибюль исторического здания
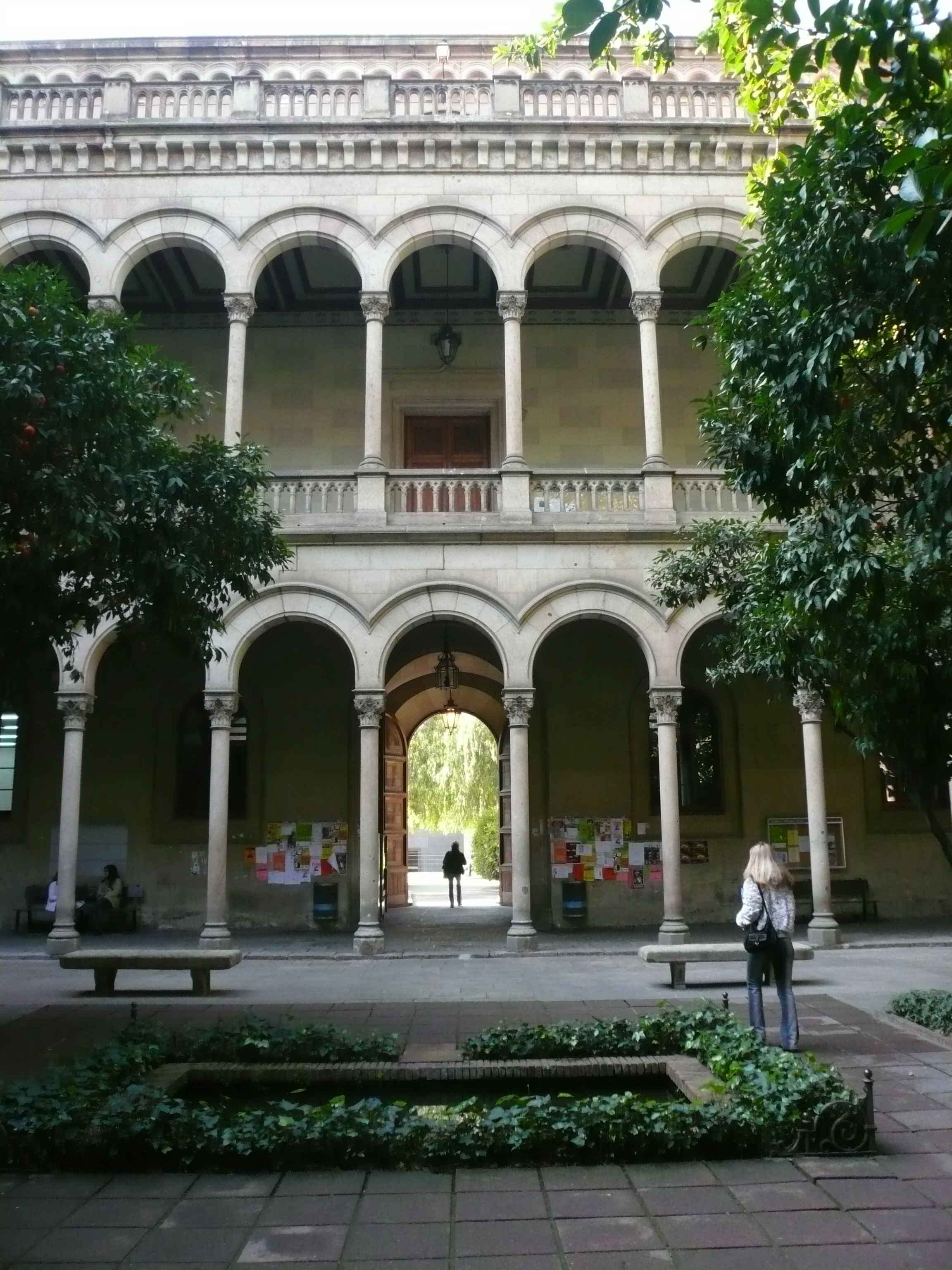
Патио исторического здания
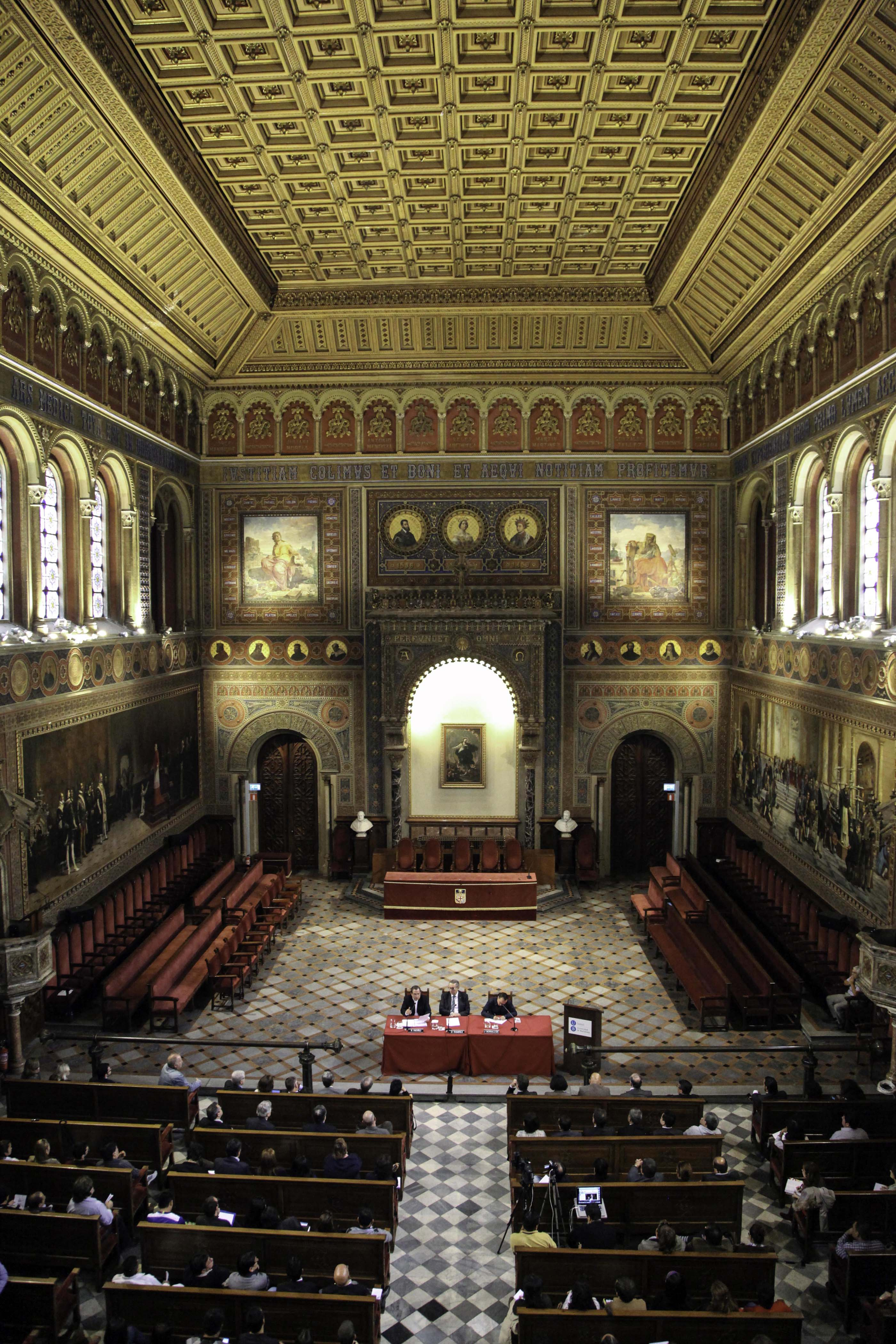
Зал собраний исторического здания
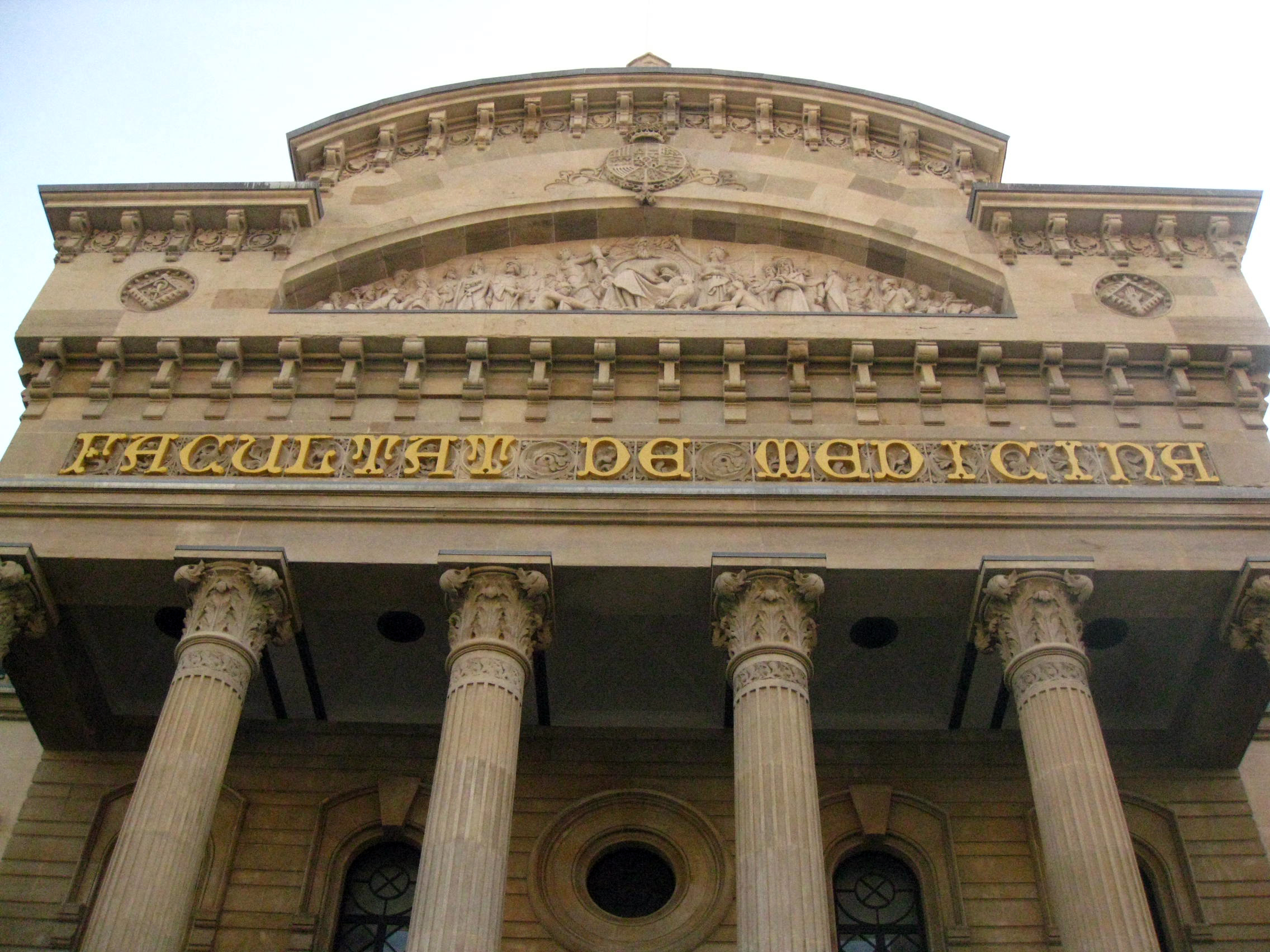
Факультет медицины
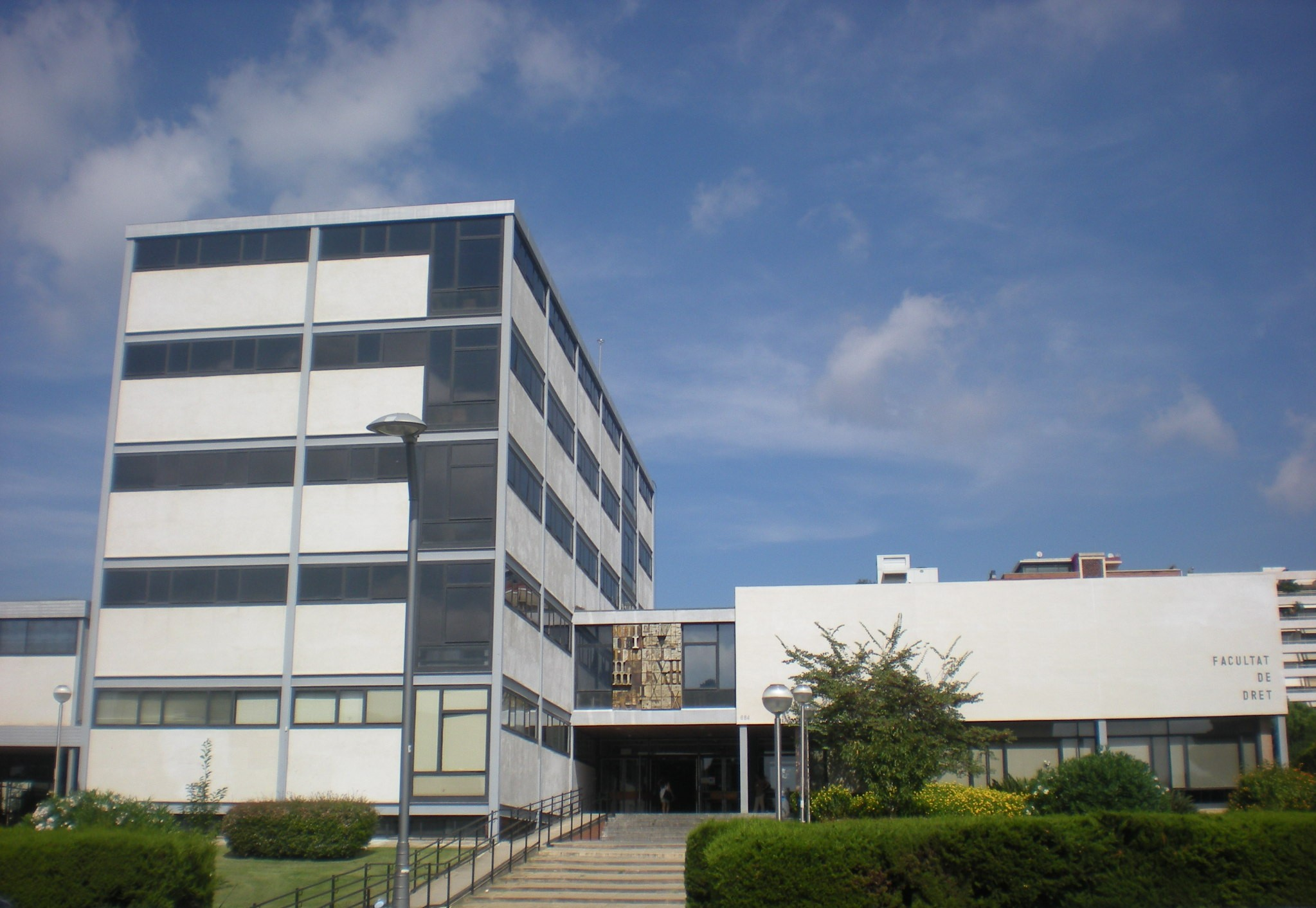
Факультет права
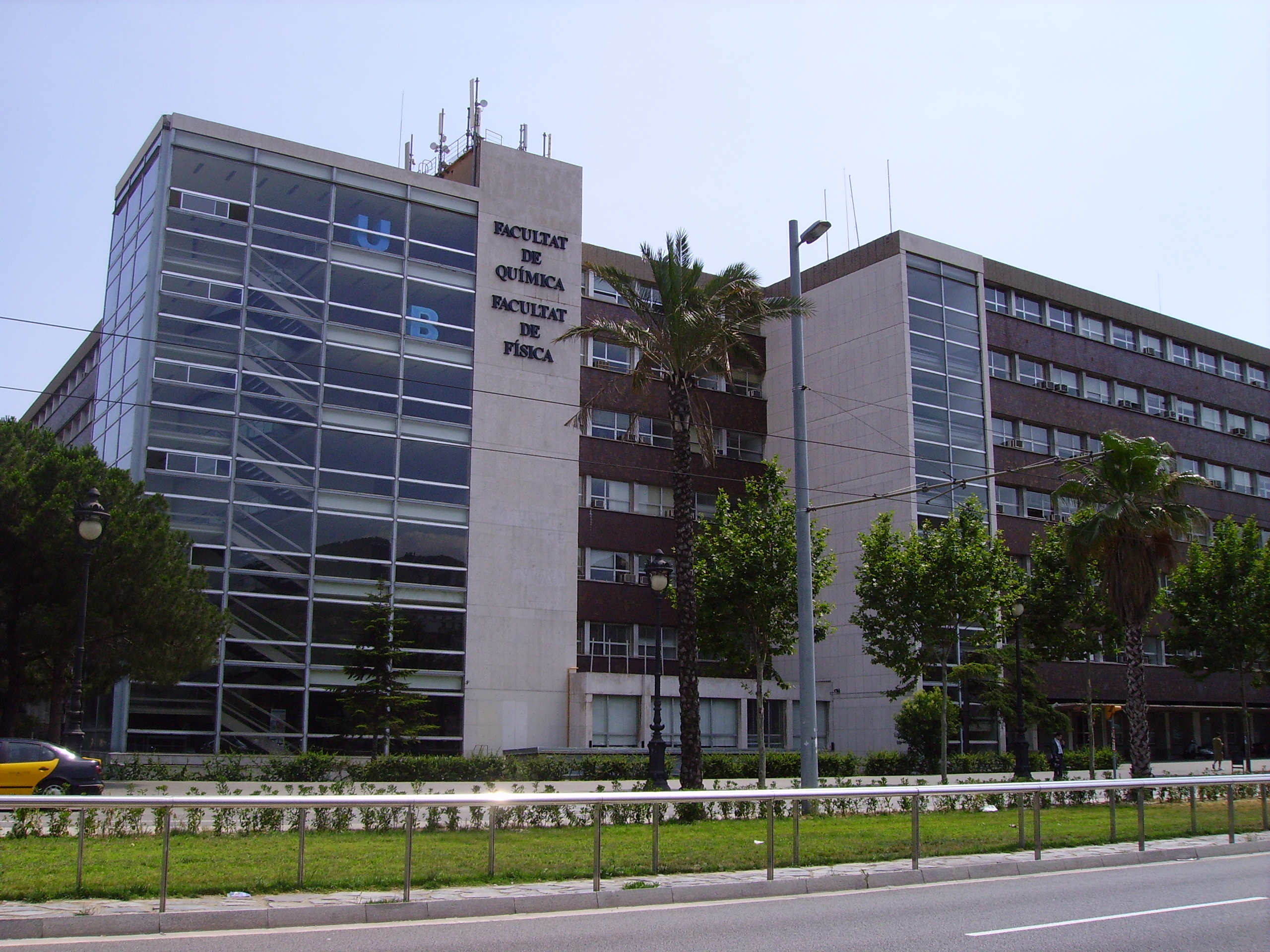
Факультеты химии и физики

## Известные выпускники
В числе выпускников университета немало видных политических деятелей, глав государств и правительств:
- Бартумеу Кассани, Жауме — премьер-министр Андорры в 2009—2011.
- Камбо-и-Батле, Франсеск — министр экономики Испании в 1918—1919; министр финансов Испании в 1921—1922.
- Компанис, Луис — глава женералитета Каталонии в 1933—1940.
- Марагаль, Паскуаль — глава правительства Каталонии в 2003—2006.
- Мас, Артур — глава правительства Каталонии в 2010—2016.
- Пардо, Мануэль — президент Перу в 1872—1876.
- Роблес, Маргарита — министр обороны Испании с 2018.
- Чакон, Карме — министр обороны Испании в 2008—2011.